# Terry Frost
Sir Terence Ernest Manitou Frost, meglio noto come Terry (Leamington Spa, 13 ottobre 1915 – Hayle, 1º settembre 2003), è stato un pittore inglese.

## Biografia
Terry Frost era figlio di Ernest Walter Frost, che all'epoca della nascita del piccolo Terry era in servizio presso la 97ª Royal Field Artillery, e di Millicent Maud, nata Lines. Il padre abbandonò la famiglia quando Terry era ancora in tenera età, fu cresciuto dai nonni materni.
Frequentò la Rugby Road school e dal 1926 la Central School, entrambe a Leamington Spa. Benché nei primi anni di carriera scolastica avesse mostrato interesse per le attività creative, compresa la scrittura, all'età di 14 anni abbandonò la scuola per andare a lavorare dapprima presso un negozio di biciclette e in seguito presso un panettiere ed una fabbrica di aeroplani, la Armstrong Whitworth di Coventry, durante un periodo di disoccupazione frequentò dei corsi serali di disegno e si arruolò alla Territorial Army, la forza di riserva della British Army.
Durante i primi anni della seconda guerra mondiale prestò servizio in Francia, Palestina e Libano, Sudan e Creta dove venne catturato nel giugno 1941, imprigionato a Salonicco venne in seguito spedito in Polonia e poi nello Stalag 383 di Hohenfels in Baviera. Durante la prigionia si dedicò al disegno, in questo periodo produsse molti ritratti di suoi compagni di prigionia utilizzando come base materiali di recupero vari, in questo periodo incontrò Adrian Heath, un giovane artista che aveva dovuto abbandonare la Slade School of Art per prestare servizio nelle forze armate e che si dedicò a insegnare a Frost tecniche e storia dell'arte.
Dopo la liberazione Frost rientrò nella cittadina natale dove, l'11 agosto del 1945 sposò Kathleen May Clarke, negli anni seguenti la coppia ebbe 6 figli. Frost trovò un lavoro come venditore di componentistica elettrica ma la frustrazione per non potersi dedicare all'arte lo portò ad abbandonare il lavoro, iniziò a frequentare una scuola d'arte e la coppia si trasferì in Cornovaglia, nella cittadina di St Ives, che stava diventando un centro con molti artisti d'avanguardia. Dopo un periodo di stenti nei quali la coppia visse in un caravan e ricorrendo a numerosi lavoretti per sopravvivere Frost riuscì ad integrarsi nella comunità di artisti della cittadina e a frequentare artisti come Peter Lanyon, John Wells, Denis Mitchell, Sven Berlin, Patrick Heron e Bryan Wynter. Tramite Lanyon conobbe Ben Nicholson che ne fu un grande sostenitore e Barbara Hepworth di cui fu assistente nel biennio 1950-51.
Dal 1947 frequentò la Camberwell School of Art che era molto orientata alla pittura figurativa e ad un approccio formalista, le opere di Frost di questo periodo sono molto varie ed evidenziano il dilemma che in seguito lo portò a dedicarsi esclusivamente alla pittura astratta e alle composizioni geometriche. La sua prima opera astratta risale al 1949 e fu un compito sul tema "madrigale", Frost si ispirò al poema omonimo di W. H. Auden e produsse una composizione astratta di forme geometriche attualmente esposta alla galleria d'arte di Leamington Spa. Frost proseguì lo studio e la sua "conversione" alla pittura astratta, è del 1950 la composizione Walk along the Quay, parte di una serie di composizioni dedicate ai movimenti e ai colori del porto di St Ives e compresa in un'esibizione di arte astratta del 1951, l'anno successivo Frost ebbe la sua prima personale presso le Leicester Galleries a Londra.
Frost si aggregò ad un gruppo di artisti chiamati "costruzionisti" e si esibì spesso con loro, il gruppo raggiunse l'apice nel 1954 con la pubblicazione dell'opera Nine Abstract Artists, corredata da un'introduzione di Lawrence Alloway. All'epoca Frost insegnava disegno presso la Bath Academy of Art e teneva lezioni a Londra iniziando così la sua lunga carriera nell'insegnamento che lo portò all'università di Leeds nel 1954. Qui, in un periodo di maggiore sicurezza economica Frost iniziò una nuova fase ispirata ai colori dello Yorkshire e caratterizzata da forti contrasti fra forme chiare e scure e dall'apparizione di nuove forme, come i poligoni verticali.
Nel 1958 Frost tornò a St Ives ormai artista affermato e incluso in ogni mostra dedicata all'arte astratta britannica. Nel 1960 vi fu la sua prima personale negli Stati Uniti, a New York, nel 1964 vi fu una retrospettiva itinerante che giunse fino a San Francisco e Santa Barbara, dove Frost si trovava per tenere dei corsi estivi.
Dal 1965 lavorò a tempo pieno per l'Università di Reading, divenne professore nel 1977 e professore emerito nel 1981. Probabilmente ispirato dalle superfici uniformi e dalle forme semplici della pittura astratta americana degli anni sessanta Frost passò progressivamente a forme e composizioni più semplici sempre però ispirandosi ad oggetti o scene reali. Il cofano dei furgoni e i cartelli stradali divennero fonte di ispirazione dalla quale nacquero opere come M17 (del 1962 di proprietà del British Council) fino a opere sempre più semplici nei colori e nelle forme come Red and Black (del 1965 Tate collection), la semplicità delle forme era ulteriormente accentuata dal passaggio all'uso dei colori acrilici. Progressivamente si interessò al legame fra peso e movimento, di questo periodo opere con forme sospese e curve ed anche alcune sculture degli anni settanta e dei primi anni ottanta.
Nel 1974 Frost si trasferì a Newlyn, a pochi chilometri da St Ives in una casa in cima ad una collina da cui si godeva un'ottima vista sulle baie sottostanti e su alba e tramonto sul mare, il sole e la luna divennero motivi ricorrenti così come i colori solari e gioiosi.
Del 1977 è la prima di una serie di visite sull'isola di Cipro, nelle sue composizioni entrarono anche i colori di questa terra. Il suo pensionamento dall'università di Reading diede avvio ad un periodo di grande produttività che comprendeva anche sculture, gioielleria e ceramiche. Fra le sue opere anche orologi per la Royal Academy e cinque "code" per i velivoli della British Airways. Nel 1998 iniziò a produrre sculture in vetro in collaborazione con una vetreria di Murano, si dedicò anche alla produzione di stampe che ebbero buon successo commerciale.
Verso la fine del XX secolo Terry Frost era uno degli artisti più noti in Gran Bretagna, ammesso alla Royal Academy nel 1992, nel 2000, in occasione del suo 85º compleanno, venne tenuta una personale retrospettiva presso le Sackler Galleries della Royal Academy.
Nel 1998 gli venne conferito il titolo di baronetto, le sue opere sono esposte presso la Tate Gallery, il Victoria and Albert Museum, il British Museum e le gallerie nazionali di Scozia e del Galles, alcune sue opere si trovano anche negli Stati Uniti, in Canada, Israele e Portogallo.
Dopo un breve periodo di malattia Frost morì di cancro il 1º settembre del 2003 presso il St Julia's Hospice a Hayle, poco distante da St Ives, le sue spoglie furono cremate a Truro il 9 settembre.